# Pheidole tenebricosa
Pheidole tenebricosa is een mierensoort uit de onderfamilie van de Myrmicinae. De wetenschappelijke naam van de soort is voor het eerst geldig gepubliceerd in 2001 door Eguchi.